# 瀬戸奈保子
瀬戸 奈保子（せと なおこ、12月24日 - ）は、日本の女性声優、ナレーター。神奈川県出身。フリーで活動。

## 人物
以前は、ケッケコーポレーション、ジャックポット（業務提携）、ワルキューレ（業務提携）に所属していた。
趣味・特技は美味しい紅茶を入れること、ジャズダンス。

## 出演

### テレビアニメ
1997年
- ケロケロちゃいむ（セツナ）
- こちら葛飾区亀有公園前派出所（婦警ミサト）
- 水色時代（女の子B）
- るろうに剣心 -明治剣客浪漫譚-（絹）

1999年
- 発明BOYカニパン（ママロボト）
- ビーストウォーズネオ 超生命体トランスフォーマー（アナウンス）
- メダロット (アニメ)（お母さん、レディジェット）

2005年
- ガラスの仮面（吉川みどり、雪村みちる）

2006年
- 機神咆吼デモンベイン（コリン）
- 爆球Hit! クラッシュビーダマン（釧路弥生）

2007年
- ヤマトナデシコ七変化♥（女子高生、女性1）

2008年
- H2O -FOOTPRINTS IN THE SAND-（えみ）

2010年
- 学園黙示録 HIGHSCHOOL OF THE DEAD（美鈴）

2011年
- 君と僕。（2011年 - 2012年、担任教師、佐倉花代の母、おばちゃん1、妻） - 2シリーズ

### 劇場アニメ
- トップをねらえ!&トップをねらえ2! 合体劇場版!!（2006年、女生徒）
- ミレニアムベイビー（2010年、RenRen）[5]

### OVA
- るろうに剣心 -明治剣客浪漫譚- 追憶編（1999年）
- きらめき☆プロジェクト（2005年、研究所アナウンス）

### ゲーム
家庭用ゲーム
- デススマイルズI・II（2021年、ラナン）

オンラインゲーム
- FREE JACK（ナディア、サタジーニ）[5]
- HELL GATE（女商人）[5]
- 蒼空のフロンティア（リュキア・ランドミュー、トレーネ・ディオニウス[5]、奏輝優奈、東朱鷺[5]）

アプリゲーム
- 神聖クロノキア（リリア、チュートリアルの案内）[5]
- プリンセスバレリーナ 〜夢みる4人のプリマドンナ〜（2008年、浅野くるみ、李明姫、エミリー・テイラー）
- くるくる◇プリンセス 〜ときめきフィギュア☆めざせ!バンクーバー〜（2009年、ルナ・ドーレ・アサノ、白鳥まゆり）
- ゴシックは魔法乙女〜さっさと契約しなさい!〜（2015年 - 、ラナン、ヴォルクレス）

### ドラマCD
- TVアニメーション「機神咆吼デモンベイン」ドラマCD Vol.1～2（2006年、コリン）
- ストレンジ・プラス（桜子）
- マクロス・ジェネレーション（女店員）
- 東京ナイトメア 薬師寺涼子の怪奇事件簿（ダンサー[5]）
- 《恐怖の3D音響体験館》～BHPro-3D Premium Sound Theater Vol-1～[6]
  - 「第1話：萌え耳かき！特別サービス」（妹のアオイ[5]）
  - 「第6話：女子大生とお化け屋敷」
- 《極音3Dミステリー》～BHPro-3D Premium Sound Theater Vol-2～[6]
  - 「第1話：紅い村（前編）」
  - 「第2話：紅い村（後編）」
- 純情テロリスト（女子高生）[5]

### 吹き替え
※（）役名、〔〕俳優名
海外ドラマ
- 始皇帝烈伝 ファーストエンペラー（黎姜(れいきょう)）[7]
- ベルサイユ（クロディーヌ）
- 放課後ロックンロール（パーカー）

海外アニメ
- 海賊の行く手（ムッシー・オイクル）
- サミーと海の仲間たち（コラリア）

外国映画
- エコーズ2（エイプリル）〔カティア・ガードナー〕
- 幸せになるための10のバイブル（リズ・アン・ブレイザー）〔ジェシカ・アルバ〕※DVD予告編でナレーションも担当
- ディープフォール 隠された井戸（レイチェル・レイチェル、ポール）
- ボストン・ストッキングキラー -ボストン連続絞殺魔-（ソンドラ）〔ソニア・カーティス〕
- デッド・ファクトリー（メーガン）

Youtube
- ライアンズワールド（ママ）

### 舞台
- 博品館アニメミュージカル「水色時代」（1996年12月～1997年1月）
- MITSUYA PROJECT Workshop 第1回研究生公演『ToRiDe』
- ミツヤプロ公演『孤独の夜のサーカス』
- 少女円舞曲公演「そしてロミオとジュリエットは」
- 劇団アルターエゴ
  - 『トレーニングシアターNo.1』(1999年11月25日～28日、アドリブ小劇場)（クレール1）
  - 『トレーニングシアターNo.2』(2000年2月)
  - 旗揚げ公演『ESPERLEGEND/HAKKENDEN2000』(2000年4月19日～23日、東京芸術劇場小ホール2)
  - 第2回公演『夏の夜の夢で会いましょう』(2000年8月26日～9月3日、六行会ホール)
  - 第3回公演　ユニット公演　少年倶楽部・少女円舞曲『ハムレットは、今・・・』(2000年11月22日～26日、六行会ホール)
  - 第7回公演『研究生其の二～あなたは何を信じますか？～』(2001年9月5日～9日、六行会ホール)
  - 第8回公演『COSMOS ～いつか見たMyself～』(2001年10月25日～28日、東京芸術劇場小ホール2)

他多数

### ナレーション
- 日本フラッグフットボール協会
- 中萬学院「CGパーソナル」
- 英語・国語リスニングテスト
- エース交易
- NTTドコモ環境研修
- エーザイ月次報告
- 日本英語検定協会「児童英検」※CM
- 『英語高速メソッドやり直し英会話集』笠原禎一（新星出版社）※付属CD日本語ナレーション
- 『高速メソッド英語学習法』笠原禎一 著（三笠書房・CD 2枚付き）※付属CD日本語ナレーション
- 笠原禎一著の英語高速メソッドシリーズ『10分間英会話トレーニング』※付属CD日本語ナレーション
- 『英単語1300』笠原禎一 著（宝島社・CD 3枚付）※付属CDのナレーション
- 足立区ビューティフル・ウインドウズ運動【アニメ・自転車編】／【アニメ・ポイ捨て編】※ビュー坊
- 動画チャンネル『仕事のカラクリ』※オネスト君
- タニタ【カロリズムレディ編】／【アシストモード編】※ラジオCM
- ｄキッズアプリ『季節の図鑑』
- 知育ゲームアプリ『ピンクイルカのポトゥ』

### ボイスオーバー
- フィットネス・ゾーン
- エアロビクスOZスタイル（J-SKY SPORTS）

### ラジオ番組
- ランチリポート（FM世田谷）
- 瀬戸奈保子のSweet♡Emotion（ポッドキャストラジオ局『ラジオクロニクル』）[8]

### その他
- JAMSTEC横浜研究所一般公開「バーチャル海洋空間の探検」※ロッキー君

## ディスコグラフィ

### キャラクターソング
| 発売日  | タイトル                | 歌                    | 楽曲                        | 備考                                                        |
| 2016年  | 2016年                  | 2016年                | 2016年                      | 2016年                                                      |
| ------- | ----------------------- | --------------------- | --------------------------- | ----------------------------------------------------------- |
| 4月29日 | わたしたち魔法乙女です☆ | LOVE☆MAXガールズ      | 「わたしたち魔法乙女です☆」 | ゲーム『ゴシックは魔法乙女～さっさと契約しなさい!～』関連曲 |
| 8月12日 | 乙女全力☆マジsummer     | LOVE☆MAXガールズ      | 「乙女全力☆マジsummer」     | ゲーム『ゴシックは魔法乙女～さっさと契約しなさい!～』関連曲 |
| 2017年  |                         |                       |                             |                                                             |
| 4月29日 | 胸ドキしたら君のモノ    | LOVE☆MAXガールズ 紅組 | 「胸ドキしたら君のモノ」    | ゲーム『ゴシックは魔法乙女～さっさと契約しなさい!～』関連曲 |
| 2020年  |                         |                       |                             |                                                             |
| 3月25日 | トモシビ                | ラナン                | 「トモシビ」                | ゲーム『ゴシックは魔法乙女～さっさと契約しなさい!～』関連曲 |

### ユニットメンバー
1. ↑  ラナン（瀬戸奈保子）、カトレア（岡田みほ）、スフレ（沖田かなで）、プルメリア（竹内裕美）、ロザリー（水野なみ）
2. ↑  ラナン（瀬戸奈保子）、カトレア（岡田みほ）、スフレ（沖田かなで）、プルメリア（竹内裕美）、ロザリー（水野なみ）、ジギタリス（萩原あみ）、リリー（ブリドカットセーラ恵美）、ルチカ（岩井映美里）、カルミア（平野有紗）、ダチュラ（生田善子）
3. ↑  ロザリー（水野なみ）、ラナン（瀬戸奈保子）、プルメリア（竹内裕美）、ルチカ（岩井映美里）、リリー（ブリドカットセーラ恵美）